# 1008 La Paz
1008 La Paz هو كويكب، يقع ضمن حزام الكويكبات. اكتشف في 31 أكتوبر 1923. وقد اكتشفه ماكس فولف.

## روابط خارجية
- 1008 La Paz في قاعدة بيانات مختبر الدفع النفاث لأجرام النظام الشمسي الصغيرة

- الاكتشاف · مخطط المدار ·  العناصر المدارية · المعلمات المادية

- 1008 La Paz على موقع ويكي سكاي: DSS2, SDSS, GALEX, IRAS, Hydrogen α, X-Ray, Astrophoto, Sky Map, Articles and images